# Nor Kjank (Ararat)
Nor Kjank – wieś w Armenii, w prowincji Ararat. W 2011 roku liczyła 2291 mieszkańców.